# اگر تو را داشتم (ترانه آدام لمبرت)
«اگر تو را داشتم» یک تک‌آهنگ از آدام لمبرت است که در ۱۱ مه ۲۰۱۰ منتشر شد.